# Wodospad Murchisona
Wodospad Murchisona (znany także jako Wodospad Kabalega lub Wodospad Kabarega) – wodospad o wysokości 120 metrów, znajdujący się na rzece Nil Wiktorii, która przepływa przez północną część Ugandy. Został odkryty w 1864 roku przez brytyjskiego podróżnika Samuela Bakera, a nazwano go na cześć dyrektora Służby Geologicznej Wielkiej Brytanii oraz Muzeum Geologicznego w Londynie Rodericka Murchisona. W 1954 roku w sąsiedztwie wodospadu rozbił się samolot Ernesta Hemingwaya.